# Gibraltar (album)
Pour les articles homonymes, voir Gibraltar (homonymie).
Albums de Abd al Malik
Le Face à face des cœurs
(2004) Dante
(2008)
Gibraltar est le deuxième album d'Abd al Malik sorti le 12 juin 2006 sur le label Atmosphériques et récompensé en 2007 par une Victoire de la musique dans la catégorie « Musiques urbaines ». 

## Historique
C'est l'album de la révélation d'Abd al Malik au grand public. Il réunit Bilal qui a composé la plupart des titres, Laurent Vernerey, Olivier Daviaud, Renaud Letang, Wallen qui prête sa voix et Mathieu Boogaerts. Cet album a également été réalisé en collaboration avec des musiciens prestigieux comme Gérard Jouannest au piano et Marcel Azzola à l’accordéon, qui ont travaillé autrefois avec Jacques Brel.
Abd al Malik pour le titre Gibraltar cite Sinnerman, une chanson traditionnelle américaine, popularisée par Nina Simone. Le titre Les Autres est inspiré par la chanson Ces gens là de Jacques Brel.
Cet album est récompensé du Prix Constantin en 2006. Fin 2008, l'album a été vendu à près de 250 000 exemplaires.

## Liste des titres
| No  | Titre                                 | Durée |
| --- | ------------------------------------- | ----- |
| 1.  | Gibraltar                             | 3:53  |
| 2.  | 12 septembre 2001                     | 3:11  |
| 3.  | Soldat de plomb                       | 3:54  |
| 4.  | Les Autres                            | 4:15  |
| 5.  | La Gravité                            | 3:11  |
| 6.  | Saigne                                | 4:35  |
| 7.  | Mourir à 30 ans                       | 2:27  |
| 8.  | Le Grand Frère                        | 2:24  |
| 9.  | Il se rêve debout                     | 3:11  |
| 10. | M'effacer                             | 3:43  |
| 11. | Rentrer chez moi                      | 4:20  |
| 12. | Céline                                | 2:32  |
| 13. | Je regarderai pour toi les étoiles    | 4:21  |
| 14. | L'Alchimiste                          | 2:45  |
| 15. | Adam et Ève (titre bonus avec Wallen) | 5:36  |

## Récompenses
Cet album a été récompensé par :
- le Prix Constantin en 2006 ;
- une Victoire de la musique (catégorie « Musiques urbaines ») en 2007 ;
- le Prix Raoul-Breton 2007 décerné par la Sacem ;
- le Trophée meilleur album, décerné par les Césaires de la musique en 2007.

## Classements
| Pays              | Meilleure position | Semaines classées |
| ----------------- | ------------------ | ----------------- |
| France            | 13                 | 101               |
| Belgique Wallonie | 50                 | 25                |
| Suisse            | 97                 | 1                 |